# Nephrolepis tuberosa
Nephrolepis tuberosa là một loài dương xỉ trong họ Nephrolepidaceae. Loài này được Bory ex Willd. C. Presl mô tả khoa học đầu tiên năm 1836.